# Francesco Mandarini
Francesco Mandarini (Perugia, 14 marzo 1942 – Perugia, 15 marzo 2022) è stato un politico, dirigente d'azienda e giornalista italiano.

## Biografia
È ricordato come una delle personalità più influenti e carismatiche della sinistra umbra nel corso del Novecento — «uno dei padri della Regione», nelle parole di Alberto Stramaccioni — oltreché per essere stato il «primo operaio a ricoprire ruoli istituzionali di primissimo piano».
Dapprima operaio e poi impiegato presso la Perugina, qui iniziò a impegnarsi politicamente venendo eletto segretario del consiglio di fabbrica. All'età di 25 anni entrò nelle file del Partito Comunista Italiano (PCI), in concidenza col periodo delle nascenti istituzioni regionali; a 28 anni fu il più giovane assessore regionale d'Italia, addetto al bilancio nella giunta umbra presieduta da Pietro Conti (1970-1976).
Esponente della cosiddetta seconda generazione del PCI, quella che negli anni Settanta aveva ormai superato l'esperienza della Resistenza, l'operato di Mandarini si concentrò sui bisogni del movimento operaio, giovanile e studentesco, cosa che, almeno inizialmente, lo pose in contrasto con le posizioni ufficiali del Partito. In tal senso si mostrò critico anche verso le politiche dell'Unione Sovietica, pur non mettendo mai in discussione il ruolo della sinistra nella difesa degli interessi dei lavoratori e nella valorizzazione delle istituzioni rappresentative, trovandosi spesso affine alla visione di Pietro Ingrao.
Fu consigliere e assessore regionale dal 1970 al 1992, segretario della federazione perugina del PCI dal 1975 al 1982 e infine presidente della giunta regionale dell'Umbria dal 1987 al 1991: in quest'ultima veste si guadagnò il soprannome di «presidente "operaio"» per via dei suoi trascorsi. Sul piano pratico, rilevante fu il suo contributo nella riforma della macchina burocratica regionale oltreché nel pieno utilizzo dei fondi europei per far fronte ad arretratezze e squilibri dell'economia umbra, preludio a una maggiore collaborazione tra settore pubblico e privato.
Contrario alla svolta che portò il PCI a sciogliersi per confluire nel nuovo Partito Democratico della Sinistra, si dimise da governatore pur continuando a ricoprire il ruolo di consigliere fino al termine del mandato. Non riconoscendosi più, da allora, in alcun partito della sinistra, negli anni Novanta proseguì nell'impegno politico divenendo tra i promotori e redattori della rivista regionale Micropolis, pubblicata assieme a il manifesto, nonché membro del consiglio di amministrazione della cooperativa che gestisce il manifesto stesso; allo stesso tempo venne ospitato come editorialista sulle pagine del Corriere dell'Umbria.